# Francesca Gangemi
Francesca Gangemi (Catania, 25 maggio 1985) è una nuotatrice artistica italiana.

## Carriera nazionale
È alta 1.58 m e pesa 45 kg. Nel nuoto sincronizzato, ha sempre gareggiato con l'A.S. Catania Sincro di Mariagrazia Lo Tauro. Nel 2001 gareggiava in Serie B, dove conquistò il secondo posto nel solo e il terzo posto in coppia con Marianna Urso. Nel 2004 è stata promossa dalla Serie A2 alla Serie A1, arrivando seconda nelle competizioni a solo. Nel 2005, ai campionati italiani assoluti invernali di Serie A1, è giunta 7ª nel solo e 11º nella classifica combinata. Con la Catania Sincro è giunta all'8º posto in Serie A1 nel 2006.

## Carriera internazionale
Nel 2003 è arrivata la prima convocazione della nazionale italiana juniores, con cui è arrivata seconda nella competizione a squadre agli Europei di Andorra. Nel 2004 entra nella nazionale maggiore, ed esordisce con l'argento ai campionati europei 2004 nella competizione combinata a squadre.
Nel 2005 partecipa ai campionati mondiali di nuoto 2005, a Montréal, dove arriva un settimo posto sia a squadre che nel combinato a squadre. A Mosca, lo stesso anno, partecipa alla vittoria della medaglia di bronzo nel combinato. Altri due bronzi arrivano agli Europei 2006: sia nel nuoto sincronizzato a squadre che nel combinato. Ai Mondiali 2007, a Melbourne, la nazionale non ha raggiunto il podio.
Agli Europei 2008 di Eindhoven ha vinto l'argento nella prova a squadre e nel combinato.